# Jay Presson Allen
Jay Presson Allen, geboren als Jacqueline Presson (* 3. März 1922 in San Angelo; † 1. Mai 2006 in New York City) war eine US-amerikanische Drehbuchautorin, Bühnenautorin und Filmproduzentin. Der Durchbruch als Autorin gelang ihr 1964 mit Alfred Hitchcocks Thriller Marnie. Zu ihren größten Erfolgen gehören die Oscar-nominierten Drehbücher für Cabaret und Prince of the City. In den 1980ern etablierte sie sich als Hollywood-Produzentin und führte bei den Broadway-Stücken Tru und The Big Love Regie.

## Leben und Wirken

### Ausbildung, Familiengründung und Karrierebeginn
Jacqueline Presson wurde als Tochter des Kaufhausmanagers Albert Jeffrey Presson und seiner Frau Wilhilmina, geb. Miller, im texanischen San Angelo geboren. Sie besuchte die Miss Hockaday’s School for Young Ladies in Dallas, erhielt jedoch nach eigener Einschätzung keine nennenswerte Bildung. Anfang der 1940er Jahre ging sie nach New York City, um Schauspielerin zu werden. Sie gelangte jedoch bald zu dem Schluss, dass ihr dieser Beruf nicht lag. Stattdessen heiratete sie und lebte während des Zweiten Weltkriegs in der kalifornischen Stadt Claremont. Später trennte sie sich wieder von ihrem Mann.
Nach dem Krieg spielte Presson zwei kleine Filmrollen, die ihre einzigen bleiben sollten. Da sie ihren eigentlichen Vornamen nicht schätzte, trat sie stattdessen als Jay Presson auf, wobei Jay für den ausformulierten ersten Buchstaben von Jacqueline steht. 1948 veröffentlichte sie den Roman Spring Riot beim New Yorker Verlag Rinehart. Danach schrieb sie ein erstes Bühnenskript, das sie dem Theaterproduzenten Robert Whitehead (1916–2002) schickte. Dessen Lektor (ihr späterer zweiter Ehemann) lehnte es zunächst ab, Presson sandte es jedoch erneut ein und Whitehead, der es dieses Mal selbst las, nahm es an. Es kam jedoch nicht auf die Bühne. In den 1950er Jahren schrieb Presson Drehbücher für verschiedene TV-Serien. 1955 heiratete sie den Produzenten Lewis M. Allen (1922–2003), und änderte ihren Namen in Jay Presson Allen. Sie bekamen eine Tochter.

### Karriere als Drehbuch- und Bühnenautorin
Whitehead ermutigte Presson dazu, weitere Theaterskripte zu schreiben. Zunächst verfasste sie The First Wife, das autobiografische Züge trägt und von der Problematik handelt, sein erstes Theaterstück an den Broadway zu bringen. Es kam zwar nicht zur Aufführung, wurde aber von Drehbuchautor Edward Anhalt adaptiert und diente als Vorlage für den Film Ach Liebling … nicht hier! (1963). Dies war Pressons erster Kontakt zu Hollywood. Kurz darauf erhielt sie von Alfred Hitchcock das Angebot, an seinem Film Marnie mitzuarbeiten. Zuvor waren bereits zwei Drehbuchautoren aus der Produktion ausgeschieden. Der Film war zunächst ein Misserfolg bei Kritik und Publikum. Für Presson, die als einzige Autorin in den Credits erschien, stellte Marnie den Durchbruch als Autorin dar. Sie stieg zu den wenigen erfolgreichen weiblichen Drehbuchautoren dieser Zeit auf.
Mit Marnie schrieb Presson insgesamt sechs Drehbücher für Filme, die einen zentralen Frauencharakter aufweisen. Der zweite, Die besten Jahre der Miss Jean Brodie, kam 1969 in die Kinos. Bereits einige Jahre zuvor hatte Presson den Roman Die Blütezeit der Miss Jean Brodie von Muriel Spark für eine Bühnenadaption umgeschrieben, die 1966 in London Premiere feierte und 1968 am Broadway lief. Diese Adaptionen waren sowohl bei Kritikern als auch finanziell erfolgreich. Filmkritiker Nick Roddick zählt sie im Dictionary of Literary Biography zu Pressons besten Arbeiten. Die Filmadaption zeichne sich – wie häufig bei Pressons Werken – durch eine Straffung, Vereinfachung und Dramatisierung aus, wodurch die im Roman abgehandelten Themen einem breiteren Publikum verständlich würden.
Anschließend schrieb Presson das Drehbuch für Bob Fosses Film Cabaret (1972), das inhaltliche Parallelen zu Die besten Jahre der Miss Jean Brodie aufweist. Obwohl sie während des Drehs durch Hugh Wheeler ersetzt wurde, wurde sie gemäß den von der Writers Guild etablierten Regeln in den Credits als Autorin ausgewiesen, da zu diesem Zeitpunkt bereits das Grundkonzept des Buches feststand. Es brachte Presson unter anderem Nominierungen für einen Oscar, Golden Globe Award und BAFTA Award ein.
Im gleichen Jahr wie Cabaret erschien George Cukors Komödie Reisen mit meiner Tante, an dessen Drehbuch Presson ebenfalls beteiligt war. In diesem Fall war es zunächst Wheeler, der die Romanvorlage von Graham Greene adaptierte. Da Katharine Hepburn, welche ursprünglich die Hauptdarstellerin Augusta spielen sollte, das Ergebnis nicht gefiel, wurde Presson hinzugezogen und schrieb das Drehbuch um. In diesem Fall wurden sowohl sie als auch Wheeler in den Credits genannt. Es folgten weitere Arbeiten für Film und Fernsehen.
Für den 1975 erschienenen Spielfilm Funny Lady, die Fortsetzung der erfolgreichen Musical-Verfilmung Funny Girl mit Barbra Streisand, schrieb Presson das Drehbuch gemeinsam mit Arnold Schulman (1925–2023), von dem auch die als Vorlage dienende Originalgeschichte stammt. Der Film war ein Misserfolg bei Kritikern und an den Kinokassen, brachte Presson jedoch trotzdem Anerkennung ein. So wirkte sich ihr ironischer Humor positiv auf die Dialoge aus.
Nach Funny Lady arbeitete Presson vier Jahre nicht mehr für Hollywood. Stattdessen schrieb sie 1975 den Roman Just Tell Me What You Want und beteiligte sich an der Entstehung der Fernsehserie Eine amerikanische Familie, für die sie in der Folgezeit als Story-Beraterin tätig war.

### Karriere als Hollywoodproduzentin
Im September 1979 unterzeichnete Presson bei Warner Bros. einen Vertrag über die Produktion von sechs Filmen. Obwohl sie zuvor geäußert hatte, keine Drehbücher mehr schreiben zu wollen, übernahm sie doch bei vieren der Filme zusätzlich auch diese Aufgabe. 1980 trat sie mit Sag mir, was Du willst erstmals als Produzentin in Erscheinung. Diese Filmadaption ihres Romans traf auf gemischte Kritiken. Im gleichen Jahr erschien ihre zweite Produktion It’s My Turn - Ich nenn' es Liebe, eine dramatische Komödie über eine Frau mit romantischen und beruflichen Problemen.
1981 war Presson ausführende Produzentin und Drehbuchautorin bei dem auf einem Roman von Robert Daley basierenden Film Prince of the City. Der sehr detailreiche, fast drei Stunden dauernde Film war finanziell nicht erfolgreich, kam aber bei den Kritikern sehr gut an, von denen einige ihn als bestes Werk des Filmjahres 1981 einstuften. Gemeinsam mit Sidney Lumet wurde Presson für die Drehbuchadaption erneut mit einer Oscarnominierung ausgezeichnet. Das Polizei- und Korruptionsdrama Prince of the City nimmt eine gewisse Ausnahmestellung in Pressons Werk ein, das sich ansonsten zumeist durch schillernde, im Mittelpunkt stehende Frauenrollen auszeichnet und von Liebesbeziehungen, Familie oder auch Kindern handelt.
Bei der folgenden Produktion arbeitete Presson erneut mit Lumet zusammen, der die Regie übernahm. 1982 kam ihr Film Das Mörderspiel (Deathtrap) in die Kinos, eine Adaption des gleichnamigen Mystery-Theaterstücks von Ira Levin. Er erhielt durchwachsene Kritiken und machte einen leichten finanziellen Gewinn.

### Karriere als Broadway-Regisseurin und Lebensabend
Mitte der 1980er zog sich Presson weitgehend aus dem offiziellen Filmgeschäft zurück und verlegte sich auf Last-Minute-Änderungen an Drehbüchern, ohne in den Credits zu erscheinen.
Mit Beginn der 1990er führte Presson bei zwei Broadway-Produktionen Regie, wobei ihr Mann die Aufgabe des Produzenten übernahm. In dem Theaterstück Tru porträtierte sie den Autoren Truman Capote, der von Robert Morse dargestellt wurde. The Big Love schrieb sie gemeinsam mit ihrer Tochter Brooke Allen. Es handelte sich um die Adaption des gleichnamigen Romans, der eine Beziehung zwischen der minderjährigen Beverly Aadland und Errol Flynn thematisiert. Das Stück wurde 1991 am Plymouth Theatre aufgeführt, mit Tracey Ullman in der einzigen Rolle.
Jay Presson Allen starb mit 84 Jahren in ihrer Wohnung in Manhattan an einem Schlaganfall.

## Auszeichnungen (Auswahl)
- 1973: Nominierung für Oscar in der Kategorie Bestes adaptiertes Drehbuch (Cabaret)
- 1973: Nominierung für Golden Globe Award in der Kategorie Bestes Filmdrehbuch (Cabaret)
- 1973: Nominierung für British Academy Film Award in der Kategorie Bestes Drehbuch (Cabaret)[9]
- 1973: Writers Guild of America Award in der Kategorie Beste adaptierte Komödie (Cabaret)[10]
- 1980: David di Donatello Awards in der Kategorie Bestes ausländisches Drehbuch (Sag mir, was Du willst)
- 1982: Nominierung für Oscar in der Kategorie Bestes adaptiertes Drehbuch (Prince of the City)[11]
- 1983: Nominierung für Saturn Award in der Kategorie Bestes Drehbuch (Das Mörderspiel)
- 1992: Gotham Award in der Kategorie Bester Drehbuchautor[12]

## Theaterstücke (Broadway)
- 1968: The Prime of Miss Jean Brodie, Helen Hayes Theatre (Skript)
- 1968–1970: Forty Carats, Morosco Theatre (Skript)
- 1982: A Little Family Business, Martin Beck Theatre (Skript)
- 1989–1990: Tru, Booth Theatre (Regie und Skript)
- 1991: The Big Love, Plymouth Theatre (Regie und Skript)

## Filmografie
- 1945: An Angel Comes to Brooklyn
- 1946: Gay Blades
- 1951: Goodyear Television Playhouse (Fernsehserie)
- 1954: Danger (Fernsehserie, 2 Folgen)
- 1954: Brink of Disaster (Fernsehserie, 1 Folge)
- 1954: Armstrong Circle Theatre (Fernsehserie, 1 Folge)
- 1954: The Philco Television Playhouse (Fernsehserie, 1 Folge)
- 1955: Star Tonight" (Fernsehserie, 1 Folge)
- 1956: Matinee Theatre (Fernsehserie 1 Folge)
- 1963: Ach Liebling … nicht hier! (Wives and Lovers)
- 1964: Marnie
- 1969: Die besten Jahre der Miss Jean Brodie (The Prime of Miss Jean Brodie)
- 1972: Cabaret
- 1972: Reisen mit meiner Tante (Travels with My Aunt)
- 1973: Vierzig Karat (40 Carats)
- 1973: The Borrowers
- 1976: Funny Lady
- 1976: A Star Is Born
- 1978: The Prime of Miss Jean Brodie (Fernsehserie, 1 Folge)
- 1980: Sag mir, was Du willst (Just Tell Me What You Want)
- 1980: It’s My Turn - Ich nenn' es Liebe (It’s My Turn)
- 1976–1980: Eine amerikanische Familie (Family, Fernsehserie, 86 Folgen)
- 1981: Prince of the City - Die Herren der Stadt (Prince of the City)
- 1982: Das Mörderspiel (Deathtrap)
- 1988: Hothouse (Fernsehserie, 5 Folgen)
- 1992: American Playhouse (Fernsehserie, 1 Folge)